# Festival Omladina 1975.
```
                              Festival Omladina 1975
```

```
   Popis pjesama , autora glazbe , autora teksta i izvođača.
```

```
      1. Jutarnja pesma (  ) - Grupa Kameni cvet
      2. Vrati se (  ) - Miroslav Krkić
      3. Duga (   )  - Vitomir Petković
      4. Ti Dashuri (   ) - Grupa Luniazi
      5. Dosta je bilo laži (   ) - Karlo Radosavljević
      6. Lik iz mašte (   )  - Grupa Rezonansa
      7. Nađi put (  ) - Nenad Rajčević
      8. Dojdi vo mojite sništa (   ) - Jelena Velinova
      9. Još uvek sanjam (   )  - Grupa Maj
      10. Molim te , vrati se (  ) - Zvone Bukovec
      11. Navrt'ja (    ) - Milina Mackova
      12. Budi hrabra (   )  - Grupa Zlatni prsti
      13. Sme se našle mnogu docna (  ) - Mirjana Tasevska
      14. Zašto spavaš tako rano (   ) - Saša Aleks
      15. Eg es fold kozott (  ) - Eva Domjan
      16. Hej , mi smo mladi (   )  - Zbor "In spe"
      17. Pjesma jednog usamljenika ( Miladin Šobić-Miladin Šobić) - Miladin Šobić
      18. Kada budeš samo moja (   )  - Tomislav Ivčić
      19. Hop mala garava (   ) - Grupa Iver
      20. Nema da se vratiš ( Ljupcho Mirkovski-Vasil Sazdov-Slave Dimitrov  ) - Verica Ristevska
      21. Imamo , imamo (  ) - Nikica Mohenski
```

```
          Večer - Mi mladi ( večer alternativne glazbe , slobodne forme )
          
          1. Miladin Šobić - Od majmuna mi nijesmo ( Miladin Šobić )
          2. Grupa Zajedno - Bespuće
          3. 
Jadranka Stojaković
 -
          4. 
Srđan Marjanović
 -
      
 
  
 izvori : ilustrirani tjednik Studio
```

## Vanjske poveznice
- (srp.) Festival Omladina  Arhivirana inačica izvorne stranice od 29. prosinca 2018. (Wayback Machine)
- (srp.) Facebook
- (srp.) Subotica.com